# ヴォイス・アカデミア
『ヴォイス・アカデミア』（VOICE ACADEMIA）は、BSフジで2013年4月7日から2014年3月30日まで放送されたバラエティ番組。全26回で、隔週で新作を放送していた。

## 概要
2011年10月から2013年3月まで放送していた『アドリブアニメ研究所』をリニューアルした番組。お台場に突如現れた学術機関「ヴォイス・アカデミア」で、声優の加藤英美里と福原香織の2人がアカデミア会員として究極の声優スキルを身に着けていくという番組だった。主なトライアル（試練）は、イラストや漫画の吹き出しにストーリーとセリフを考えて声をあてていくというものだった。
毎回ゲスト会員を迎え、3人で演技力、発想、協調性などの能力を磨いていき、番組の最後にはトライアルで使用した漫画に、声優たちが考え出したセリフとSEを加えた完成披露が行われた。スタジオ内でのテーブル位置は横席に福原、加藤、縦席にはゲストが座り、一番左にアカデミアマスターの鷲崎健が写るモニターが置かれていた。
2014年3月30日放送分の公開授業（大阪編）をもって一時休講。

## 放送時間
本放送・再放送（隔週新作）
日曜日 25:00 – 25:30
※編成都合で放送時間の変更は度々あり、主にスポーツ中継（F1衛星中継、ゴルフ（地上波生中継分）等の録画中継）等で不定期に番組編成が変更されることがあった。
※＃26は再放送なし

## 出演

### アカデミア会員
- 加藤英美里
- 福原香織

### アカデミアマスター
- 鷲崎健[1]

### アシスタント
2013年5月新規放送分以降番組本編の終盤（前後編(10&11,25&26)の場合は、前編の中盤及び後編の終盤）にて登場した。
- #3,4 矢吹綾
- #5,6,7 熊倉安理紗
- #8,9 降幡愛
- #10,11 土屋麻衣子
- #12,13 植松優
- #14,15,16 森田惇平
- #17,18 田中茉莉奈
- #20,21 佐々木亮
- #23,24 長谷川歩
- #25,26 堤理衣

なお、ゲスト出演者はゲスト会員を参照。

## ゲスト会員
※日付は初回放送日、（）内は感情学のテーマ
2013年
- #2（4月21日）青木瑠璃子
- #3（5月5日）太田哲治
- #4（5月19日）芹澤優
- #5（6月2日）森千早都（萌え）
- #6（6月16日）米澤円（驚き）
- #7（6月30日）山口理恵（笑い）
- #8（7月14日）山本和臣（憎しみ）
- #9（7月28日）斉藤壮馬（燃え）
- #10・#11（8月11日・25日）[3]鹿野優以（外国人）
- #12（9月8日）藤田彩（クール）
- #13（9月22日）松来未祐（悪）
- #14（10月6日）上田麗奈（ナルシスト）
- #15（10月20日）西山宏太朗（動物）
- #16（11月3日）諏訪彩花（老人）
- #17（11月17日）積田かよ子（弱虫）
- #18（12月1日）田中あいみ（苛立ち）

※#1（4月7日）は初回放送、#19（12月15日）は総集編のため、ゲスト会員なし。
2014年
- #20（1月5日）茜屋日海夏（うざかわ）
- #21（1月19日）安野希世乃（上から目線）
- #23（2月16日）高橋李依（感情学総合[4]）
- #24（3月2日）ランズベリー・アーサー（キャラクター属性総合[5]）
- #25・#26（3月16日・30日）[6]米澤円（アカデミア見極め授業）

＃26はアカデミア候補生（土屋美菜子、菅沼千紗、倉田みのり）も出演
※#22（2月2日）は特別編（かと*ふくのアルバム「with」発売記念）のためゲスト会員なし。

## アニメ
漫画の空の吹き出しに収録した音声を基に、プレスコ方式で制作されるショートアニメ風コマ割り漫画。番組の後半で完成版が披露された。

### 主な流れ

#### ヴォイス・クエスチョン
ゲストへの一問一答。

#### 今回のお題発表
さまざまな表現の方法を考える。

#### The first trial 〜第一の試練〜
ファースト・トライアル。イラストに命を吹き込み、表現を考える。
1枚の絵にふさわしいと思うセリフを考えて発声してもらう。狙いはアカデミア会員の発想力など個人能力の育成。

#### The second trial 〜第二の試練〜
セカンド・トライアル。マンガに命を吹き込み、三者三様驚きの表現をする。
会員でストーリーを考えながら複数のキャラクターのセリフを決めて作品を完成。狙いはアカデミア会員同士による状況把握と協調性の育成。

#### Recording 〜収録〜
収録の様子をダイジェスト形式で映される。

#### 最優秀会員発表
鷲崎が今回のMVV（Most Valuable Voice）を決める。

#### おやつのじかん〜Today's oyatsu〜
アシスタント登場、最優秀会員へのご褒美として絶品スイーツを食べることができた。

#### ゲストキャラクター
特に名前等の設定は付いていないが、番組で募集している出題作品（※初回収録分はスタッフや出演者（加藤・福原）の手によるもの）に登場のキャラクターがゲストキャラクターに準ずる扱いとなっていた。

## 主題歌
オープニングテーマ：『人生Happy Happy論』
歌：かと*ふく（加藤英美里&福原香織）
発売・販売元：エイベックス・マーケティング（レーベル：DIVE II entertainment）

## イベント
2013年7月下旬に、番組スポンサーであるアミューズメントメディア総合学院東京本校内にあるAMGホールで公開収録イベントを実施し、番組終了直前の2014年3月にも、アミューズメントメディア総合学院大阪校で公開収録イベントを実施した。